# 基幹放送事業者
基幹放送事業者（きかんほうそうじぎょうしゃ）は、放送事業者の一種である。

## 定義
放送法第2条第23号に「認定基幹放送事業者及び特定地上基幹放送事業者」と定義している。
関連する定義として
- 第2条第21号に「認定基幹放送事業者」を「第93条第1項の認定を受けた者」
- 第2条第22号に「特定地上基幹放送事業者」を「電波法 の規定により自己の地上基幹放送の業務に用いる放送局（以下「特定地上基幹放送局」という）の免許を受けた者」
- 第2条第2号に「基幹放送」を「電波法の規定により放送をする無線局に専ら又は優先的に割り当てられるものとされた周波数の電波[1]を使用する放送」

がある。また、総務省令放送法施行規則には、
- 第2条第1号に「地上基幹放送事業者」を「[地上基幹放送を行う基幹放送事業者」
- 第2条第2号に「衛星基幹放送事業者」を「衛星基幹放送を行う基幹放送事業者」
- 第2条第2号の2に「移動受信用地上基幹放送事業者を「移動受信用地上基幹放送を行う基幹放送事業者」

がある。
これらは、2011年（平成23年）6月30日に施行された放送法令改正によるものである。

## 概要
定義にみるとおり、基幹放送を実施する事業者のことである。
放送法の規定により基幹放送事業者となるのが認定基幹放送事業者、電波法の規定により基幹放送事業者となるのが特定地上基幹放送事業者である。
また、放送法施行規則の種別は、基幹放送の種類によるものであり、放送法に規定する二種類の基幹放送事業者は、放送法施行規則に規定する三種類のいずれかの基幹放送事業者に分類される。
これらの関係は図のようになる。
```
放送法　　　　　　認定基幹放送事業者　　　　　　　　　　　　　　　　特定地上基幹放送事業者
　　　　　　　　　　┃　　┃　　┃　　　　　　　　　　　　　　　　　　　　　　　　　　┃
　　　　　　　　　　┃　　┃　　┗━━━━━━━━━━━━━━━━━━━━┓　　　　　┃
　　　　　　　　　　┃　　┗━━━━━━━━━━━━┓　　　　　　　　　　┃　　　　　┃
　　　　　　　　　　┃　　　　　　　　　　　　　　　┃　　　　　　　　　　┃　　　　　┃
放送法施行規則　　衛星基幹放送事業者　　移動受信用地上基幹放送事業者　　地上基幹放送事業者

```

基幹放送は影響力の大きいメディアであり、一部を除き番組基準の制定および放送番組審議会の設置が義務付けられる。
また、少数の者に複数の基幹放送事業者が支配されることが無いようマスメディア集中排除原則により基幹放送事業者への出資は規制される。 
外国人により支配されることのないように外資規制もされる。

## 認定基幹放送事業者
従前の委託放送事業者に相当する者で、基幹放送局提供事業者（従前の受託放送事業者に相当）の保有する基幹放送局を用いて放送を行う者である。
従前の特別衛星放送事業者及び移動受信用地上放送事業者は、平成22年法律第65号による放送法改正附則第8条第2号により認定基幹放送事業者にみなされた（一般衛星放送事業者は、衛星一般放送事業者にみなされた）。
自ら基幹放送局を保有しないので電波法による規制は受けない。
従前は特別衛星放送、一般衛星放送および未実施のまま移行した移動受信用地上放送のみが委託放送の対象であったが、放送法改正により移動受信用以外の地上基幹放送においても基幹放送局を保有せずに基幹放送局提供事業者に委託して基幹放送を実施できることとなった（旧一般衛星放送は基幹放送ではなく一般放送となったため対象外）。

### 認定の要件
認定基幹放送事業者となるためには、上記のとおり放送法第93条第1項による認定を受けねばならない。すなわち、同条同項の各号のいずれにも適合していなければならない。
1. 当該業務に用いられる基幹放送局設備を確保することが可能であること。
2. 当該業務を維持するに足りる経理的基礎及び技術的能力があること。
3. 当該業務に用いられる電気通信設備（基幹放送局設備を除く。以下「基幹放送設備」という）が第111条第1項の総務省令で定める技術基準に適合すること。
4. 当該業務を行おうとする者が次のいずれにも該当しないこと。ただし、当該業務に係る放送の種類、放送対象地域その他の事項に照らして基幹放送による表現の自由ができるだけ多くの者によつて享有されることが妨げられないと認められる場合として総務省令で定める場合は、この限りでない。
イ　基幹放送事業者
ロ　イに掲げる者に対して支配関係を有する者
ハ　イ又はロに掲げる者がある者に対して支配関係を有する場合におけるその者
5. その認定をすることが基幹放送普及計画に適合することその他放送の普及及び健全な発達のために適切であること。
6. 当該業務を行おうとする者が次のイからルまで（衛星基幹放送又は移動受信用地上基幹放送の業務を行おうとする場合にあつては、ホを除く）のいずれにも該当しないこと。
イ　日本の国籍を有しない人
ロ　外国政府又はその代表者
ハ　外国の法人又は団体

後略
同様の規定は改正前の放送法では第52条の13第1項に規定されていた。第4号はいわゆるマスメディア集中排除原則である。
促音の表記は原文ママ

### 衛星基幹放送事業者
放送衛星、および東経110度通信衛星（12.2 - 12.75GHz）で放送を行う事業者である。

### 移動受信用地上基幹放送事業者
携帯端末（携帯電話を想定）に放送を行う事業者で、すべて廃止。
| サービス名 | 種別 | 認定基幹放送事業者                                                                                            | 基幹放送局提供事業者             | 放送対象地域       |
| --- | ---- | --- | -------------------------------- | ------------------ |
| モバキャス （VHF-high帯） | MM   | mmbi | ジャパン・モバイルキャスティング | 全国放送           |
| モバキャス （VHF-high帯） | DTV  | スカパー・エンターテイメント アニマックスブロードキャスト・ジャパン AXNジャパン フジテレビジョン 日本映画放送 | ジャパン・モバイルキャスティング | 全国放送           |
| i-dio （VHF-low帯） | MM   | 九州・沖縄マルチメディア放送                                                                                  | VIP                              | 九州・沖縄広域圏   |
| i-dio （VHF-low帯） | MM   | 東京マルチメディア放送                                                                                        | VIP                              | 関東・甲信越広域圏 |
| i-dio （VHF-low帯） | MM   | 大阪マルチメディア放送                                                                                        | VIP                              | 近畿広域圏         |
| i-dio （VHF-low帯） | MM   | 中日本マルチメディア放送                                                                                      | VIP                              | 東海・北陸広域圏   |
| i-dio （VHF-low帯） | MM   | 北日本マルチメディア放送                                                                                      | VIP                              | 東北広域圏 北海道  |
| i-dio （VHF-low帯） | MM   | 中国・四国マルチメディア放送                                                                                  | VIP                              | 中国・四国広域圏   |
| 凡例 - VHF-low帯、VHF-high帯の周波数はテレビ周波数チャンネル#移動受信用地上基幹放送を参照 - MM：マルチメディア放送、DTV：テレビジョン放送 - 太字は災害情報伝達システムV-ALERT提供社 |      | |                                  |                    |

略歴
モバキャス
2011年（平成23年）
- 10月12日 - mmbiが認定される。

2014年（平成26年）
- 4月9日 - スカパー・エンターテイメント、アニマックスブロードキャスト・ジャパン、AXNジャパン、フジテレビジョン、日本映画衛星放送（現・日本映画放送）が認定される。

2016年（平成28年）
- 6月30日 - モバキャス終了
- 7月1日 - mmbiはNTTドコモに吸収合併され消滅

i-dio
2015年（平成27年）
- 11月24日 - 九州・沖縄マルチメディア放送が認定される。
- 12月7日 -東京マルチメディア放送が認定される。

2016年（平成28年）
- 2月22日 - 大阪マルチメディア放送が認定される。
- 6月24日 - 中日本マルチメディア放送が認定される。

2018年（平成30年）
- 4月27日 - 北日本マルチメディア放送が東北広域圏について認定される。
- 6月22日 - 中国・四国マルチメディア放送が認定される。

2019年（平成31年）
- 3月11日 - 北日本マルチメディア放送が北海道について認定される。

2020年（令和2年）
- 3月31日 - i-dio終了
  - 終了後もV-ALERT業務は継続

- 5月8日 - 九州・沖縄マルチメディア放送解散
- 6月24日 - 東京マルチメディア放送解散
- 6月26日 - 中国・四国マルチメディア放送解散

2021年（令和3年）
- 5月21日 - 中日本マルチメディア放送解散

2022年（令和4年）
- 6月16日 - 大阪マルチメディア放送解散
- 12月13日 - 北日本マルチメディア放送解散
  - 移動受信用地上基幹放送から認定基幹放送事業者が消滅

### 地上基幹放送事業者
従前からある地上波による放送、すなわちラジオ放送（中波放送、短波放送、超短波放送）、テレビジョン放送が対象である。
2011年（平成23年）7月20日に認定されてから2016年（平成28年）6月1日の合併により解消されるまでの茨城放送（基幹放送局提供事業者は関連会社の株式会社IBS）が唯一の事例である。

## 特定地上基幹放送事業者
自らが保有する地上基幹放送局を用いて放送を行う事業者であり、日本で地上波でのラジオ放送やテレビジョン放送を実施する全ての放送事業者が該当する。
詳細は特定地上基幹放送事業者を参照。

## 民間事業者数の推移
民間事業者とは、日本放送協会または放送大学学園以外の基幹放送事業者を意味する。
| 年度                                                                                             | 地上基幹放送 | 衛星基幹放送 | 衛星基幹放送    | 移動受信用地上基幹放送 |
| 年度                                                                                             | 地上基幹放送 | BS放送       | 東経110度CS放送 | 移動受信用地上基幹放送 |
| ------------------------------------------------------------------------------------------------ | ------------ | ------------ | --------------- | ---------------------- |
| 平成13年度末                                                                                     | 346          | 19           | 18              | －                     |
| 平成14年度末                                                                                     | 358          | 19           | 18              | －                     |
| 平成15年度末                                                                                     | 362          | 19           | 18              | －                     |
| 平成16年度末                                                                                     | 371          | 17           | 17              | －                     |
| 平成17年度末                                                                                     | 385          | 14           | 16              | －                     |
| 平成18年度末                                                                                     | 400          | 12           | 14              | －                     |
| 平成19年度末                                                                                     | 414          | 12           | 12              | －                     |
| 平成20年度末                                                                                     | 422          | 11           | 12              | －                     |
| 平成21年度末                                                                                     | 432          | 17           | 13              | －                     |
| 平成22年度末                                                                                     | 440          | 21           | 13              | －                     |
| 平成23年度末                                                                                     | 449          | 22           | 13              | －                     |
| 平成24年度末                                                                                     | 460          | 22           | 22              | 1                      |
| 平成25年度末                                                                                     | 474          | 20           | 23              | 1                      |
| 平成26年度末                                                                                     | 480          | 20           | 23              | 1                      |
| 平成27年度末                                                                                     | 496          | 20           | 23              | 4                      |
| 平成28年度末                                                                                     | 498          | 19           | 23              | 4                      |
| 平成29年度末                                                                                     | 511          | 19           | 20              | 4                      |
| 平成30年度末                                                                                     | 520          | 22           | 20              | 6                      |
| 令和元年度末                                                                                     | 527          | 22           | 20              | 6                      |
| 令和2年度末                                                                                      | 527          | 20           | 20              | 2                      |
| 令和3年度末                                                                                      | 532          | 22           | 20              | 2                      |
| 令和4年度末                                                                                      | 534          | 21           | 20              | 0                      |
| 令和5年度末                                                                                      | 537          | 21           | 20              | 0                      |
| 注 衛星基幹放送事業者で兼営しているものは、各々の欄に計上している。 情報通信白書の各年版による。 |              |              |                 |                        |